# Arrondissement de Lindau
L'arrondissement de Lindau est un arrondissement  ("Landkreis" en allemand) de Bavière   (Allemagne) situé dans le district ("Regierungsbezirk" en allemand) de Souabe. 
Son chef lieu est Lindau.

## Villes, communes & communautés d'administration
(nombre d'habitants en 2006)
| Städte 1. Lindau, Große Kreisstadt (24 537) 2. Lindenberg im Allgäu (11 450) Märkte 1. Heimenkirch (3 729) 2. Scheidegg (4 233) 3. Weiler-Simmerberg (6 555) Verwaltungsgemeinschaften 1. Argental (Communes Gestratz, Grünenbach, Maierhöfen et Röthenbach (Allgäu)) 2. Sigmarszell (Communes Hergensweiler, Sigmarszell et Weißensberg) 3. Stiefenhofen (Communes Oberreute et Stiefenhofen) | Gemeinden 1. Bodolz (3 126) 2. Gestratz (1 214) 3. Grünenbach (1 440) 4. Hergatz (2 355) 5. Hergensweiler (1 774) 6. Maierhöfen (1 590) 7. Nonnenhorn (1 593) 8. Oberreute (1 636) 9. Opfenbach (2 231) 10. Röthenbach (1 717) 11. Sigmarszell (2 786) 12. Stiefenhofen (1 754) 13. Wasserburg (Bodensee) (3 396) 14. Weißensberg (2 664) |